# Doenças oculares
Esta é uma lista parcial das doenças e distúrbios oculares humanos.
A Organização Mundial de Saúde (OMS) publica uma classificação das doenças e lesões conhecidas, a Classificação Estatística Internacional de Doenças e Problemas Relacionados com a Saúde, ou CID-10. Esta lista utiliza essa classificação.

## H00-H06 Transtornos da pálpebra, do aparelho lacrimal e da órbita
- (H02.1) Ectrópio

- (H02.2) Lagoftalmo

- (H02.3) Blefarocalásia

- (H02.4) Ptose da pálpebra

- (H02.5) Hordéolo, uma infeção do tipo acne das glândulas sebáceas na pálpebra ou perto dela.

- (H02.6) Xantelasma da pálpebra

- (H03.0*) Infestação parasitária da pálpebra em doenças classificadas em outra parte
  - Dermatite da pálpebra devida a Demodex sp (B88.0+)
  - Infestação parasitária da pálpebra na:
    - leishmaniose (B55.-+)
    - loíase (B74.3+)
    - oncocercose (B73+)
    - ftiríase (B85.3+)

- (H03.1*) Comprometimento da pálpebra em outras doenças infecciosas classificadas em outra parte
  - Comprometimento da pálpebra (na) (no):
    - infeccção por herpes viral (herpes simplex) (B00.5+)
    - hanseníase [lepra] (A30.-+)
    - molusco contagioso (B08.1+)
    - tuberculose (A18.4+)
    - bouba (A66.-+)
    - zoster (B02.3+)

- (H03.8*) Comprometimento da pálpebra em outras doenças classificadas em outras partes
  - Comprometimento da pálpebra no impetigo (L01.0+)

- (H04.0) Dacrioadenite

- (H04.2) Epífora

- (H06.2*) Exoftalmo distireoídeo, está demonstrado que, se o olho for retirado, ele encolherá porque os fluidos ópticos são drenados[1]

## H10-H13 Transtornos da conjuntiva
- (H10.0) Conjuntivite - inflamação da conjuntiva geralmente devida a uma infecção ou a uma reação alérgica

- (H11.129) Concreção da conjuntiva - desenvolvimento de depósitos duros sob a pálpebra[2]

## H15-H22 Transtornos da esclerótica, da córnea, da íris e do corpo ciliar
- (H15.0) Esclerite — uma inflamação dolorosa da esclera

- (H16) Ceratite — inflamação da córnea

- (H16.0) Úlcera de córnea / Abrasão corneana — perda da camada epitelial superficial da córnea do olho

- (H16.1) Cegueira da neve / Fotoceratite — uma condição dolorosa causada pela exposição dos olhos desprotegidos a uma luz intensa

- (H16.1) Queratite Superficial Ponteada de Thygeson

- (H16.4) Neovascularização da córnea

- (H18.5) Distrofia de Fuchs — visão matinal turva

- (H18.6) Ceratocone — doença degenerativa: a córnea afina-se e muda de forma, tornando-se mais parecida com um cone do que com uma parábola

- (H19.3) Ceratoconjuntivite seca — olhos secos

- (H20.0) Irite — inflamação da íris

- (H20.0, H44.1) Uveíte — processo inflamatório que envolve o interior do olho; a oftalmia simpática é um subgrupo.[3]

## H25-H28 Transtornos do cristalino
- (H25) Catarata — o cristalino torna-se opaco

- (H26) Miopia - objetos próximos aparecem nitidamente, mas os distantes não

- (H27) Hipermetropia - objetos próximos aparecem embaçados

- (H28) Presbiopia - incapacidade de focar em objetos próximos[4]

## H30-H36 Transtornos da coroide e da retina

### H30 Inflamação coriorretiniana
(H30) Inflamação coriorretiniana
- (H30.0) Inflamação coriorretiniana focal
  - Focal:
  - Coriorretinite
  - Coroidite
  - Retinite
  - Retinocoroidite

- (H30.1) Inflamação coriorretiniana disseminada
  - Disseminada:
    - Coriorretinite
    - Coroidite
    - Retinite
    - Retinocoroidite
    - Exclui retinopatia exudativa (H35.0)

- (H30.2) Ciclite posterior
  - Pars planitis

- (H30.8) Outras inflamações coriorretinianas
  - Doença de Harada

- (H30.9) Inflamação não especificada da coroide e da retina
  - Coriorretinite
  - Coroidite
  - Retinite
  - Retinocoroidite[5]

### H31 Outros transtornos da coroide
(H31) Outros transtornos da coroide
- (H31.0) Cicatrizes coriorretinianas
  - Cicatrizes maculares do polo posterior (pós-inflamatórias) (pós-traumáticas)
  - Retinopatia solar

- (H31.1) Degeneração da coroide
  - Atrofia
  - Esclerose
    - Exclui: estrias angioides (H35.3)

- (H31.2) Distrofia hereditária da coroide
  - Coroideremia
  - Distrofia da coroide (central areolar) (generalizada) (peripapilar)
  - Atrofia girata da coroide
    - Exclui: ornitinemia (E72.4)

- (H31.3) Hemorragia e rotura da coroide
  - Hemorragia da coroide:
  - SOE
  - expulsiva

- (H31.4) Descolamento da coroide

- (H31.8) Outros transtornos especificados da coroide

- (H31.9) Transtorno não especificado da coroide[5]

### H32 Transtornos coriorretinianos em doenças classificadas em outra parte
(H32) Transtornos coriorretinianos em doenças classificadas em outra parte
- (H32.0) Inflamação coriorretiniana em doenças infecciosas e parasitárias classificadas em outra parte
  - Coriorretinite (por):
    - sifilítica tardia (A52.7+)
    - toxoplasma (B58.0+)
    - tuberculose (A18.5+)
- (H32.8) Outros transtornos coriorretinianos em doenças classificadas em outra parte[5]

### H33 Descolamentos e defeitos da retina
- (H33.0) Descolamento da retina com defeito retiniano
  - Descolamento regmatogênico da retina

- (H33.1) Retinosquise e cistos da retina - a retina separa-se em várias camadas e pode se desprender
  - Cisto da ora serrata
  - Cisto parasitário da retina SOE
  - Pseudocisto da retina
    - Exclui: degeneração microcistóide da retina (H35.4)
      - retinosquise congênita (Q14.1)

- (H33.2) Descolamento seroso da retina
  - Descolamento da retina:
    - SOE
    - sem defeito retiniano
      - Exclui: coriorretinopatia serosa central (H35.7)
- (H33.3) Defeitos da retina sem descolamento
  - Ruptura em ferradura da retina, sem descolamento
  - Buraco redondo da retina, sem descolamento
  - Opérculo
  - Defeito retiniano SOE
    - Exclui: cicatrizes coriorretinianas pós-cirúrgicas para corrigir descolamento (H59.8)
      - degeneração periférica da retina sem defeito (H35.4)
- (H33.4) Descolamento da retina por tração
  - Vitreorretinopatia proliferativa com descolamento retiniano
- (H33.5) Outros descolamentos da retina[6]

### H34 Oclusões vasculares da retina
Uma oclusão de vaso retiniano é um bloqueio no vaso sanguíneo na parte posterior do olho que pode resultar em perda de visão.

### H35 Outros transtornos da retina
- (H35.0) Retinopatia hipertensiva - rotura de vasos sanguíneos, devido à pressão alta de longo prazo
  - (H35.0/E10-E14) Retinopatia diabética - dano à retina causado por complicações do diabete mellitus, que pode levar à cegueira
- (H35.0-H35.2) Retinopatia - termo geral que se refere a danos não inflamatórios à retina
- (H35.1) Retinopatia da prematuridade - cicatrização e descolamento da retina em bebês prematuros
- (H35.3) Degeneração macular relacionada à idade - as células fotossensíveis da mácula apresentam mau funcionamento e, com o tempo, deixam de funcionar
- (H35.3) Degeneração macular - perda da visão central, devido à degeneração macular
  - Retinopatia por cloroquina
- (H35.3) Membrana epirretiniana - uma camada transparente que se forma e se fecha sobre a retina
- (H35.4) Degeneração periférica da retina
- (H35.5) Distrofia hereditária da retina
- (H35.5) Retinite pigmentar - distúrbio genético; visão em túnel precedida de cegueira noturna
- (H35.6) Hemorragia retiniana
- (H35.7) Separação das camadas da retina
  - Coriorretinopatia serosa central
  - Descolamento da retina: descolamento do epitélio pigmentar da retina
- (H35.8) Outros transtornos especificados da retina
- (H35.81) Edema macular - visão central distorcida, devido à mácula inchada
- (H35.9) Transtorno da retina não especificado[5]

### H36 Transtornos da retina em doenças classificadas em outra parte
- (H36.0) Retinopatia diabética [6]

## H40-H42 Glaucoma
- (H40.1) Glaucoma primário de ângulo aberto
- (H40.2) Glaucoma primário de ângulo fechado
- (H40.3) Glaucoma primário de pressão normal[7]

## H43-H45 Transtornos do humor vítreo e do globo ocular

### H43 Transtornos do humor vítreo
- (H43.0) Prolapso do humor vítreo
  - Exclui: síndrome vítrea subsequente a cirurgia de catarata (H59.0)
- (H43.1) Hemorragia do humor vítreo
- (H43.2) Depósitos cristalinos no humor vítreo
- (H43.3) Outras opacidades do vítreo
  - Membranas e fibras vítreas
- (H43.8) Outros transtornos do humor vítreo
  - Degeneração do vítreo
  - Descolamento do vítreo
  - Exclui: vitreorretinopatia proliferativa com descolamento retiniano (H33.4)
- (H43.9) Transtorno não especificado do humor vítreo[8]

### H44 Transtornos do globo ocular
Inclui: transtornos que afetam múltiplas estruturas do olho
- (H44.0) Endoftalmite purulenta
  - Pan-oftalmite
  - Abscesso vítreo

- (H44.1) Outras endoftalmites
  - Endoftalmite parasitária SOE
  - Uveíte simpática

- (H44.2) Miopia degenerativa

- (H44.3) Outros transtornos degenerativos do globo ocular
  - Calcose
  - Siderose do olho

- (H44.4) Hipotonia ocular

- (H44.5) Afecções degenerativas do globo ocula
  - Glaucoma absoluto
  - Atrofia do globo ocular
  - Phthisis bulbi

- (H44.6) Corpo estranho retido (antigo) intra-ocular de natureza magnética
  - Corpo estranho retido (antigo) de natureza magnética (na) (no):
    - câmara anterior
    - corpo ciliar
    - íris
    - cristalino
    - parede posterior do globo ocular
    - humor vítreo

- (H44.7) Corpo estranho retido (antigo) intra-ocular de natureza não-magnética
  - Corpo estranho retido de natureza não-magnética (na) (no):
    - câmara anterior
    - corpo ciliar
    - íris
    - cristalino
    - parede posterior do globo ocular
    - humor vítreo

- (H44.8) Outros transtornos do globo ocular
  - Hemoftalmia
  - Luxação do globo ocular

- (H44.9) Transtorno não especificado do globo ocular[8]

### H45 Transtornos do humor vítreo e do globo ocular em doenças classificadas em outra parte
- (H45.0) Hemorragia vítrea em doenças classificadas em outra parte
- (H45.1) Endoftalmite em doenças classificadas em outra parte
  - Endoftalmite na:
  - cisticercose
  - oncocercose
  - toxocaríase

- (H45.8) Outros transtornos do humor vítreo e do globo ocular em doenças classificadas em outra parte[8]

## H46-H48 Transtornos do nervo óptico e das vias ópticas
- (H47.2) Neuropatia óptica hereditária de Leber  - distúrbio genético; perda da visão central.
- (H47.3) Drusas de disco óptico - Os glóbulos calcificam de forma contínua no disco óptico, comprimindo a vascularização e as fibras do nervo óptico[9]

## H49 - H52 Transtornos dos músculos oculares, do movimento binocular, da acomodação e da refração
- (H49-H50) Estrabismo (vesgueira, vesguice) - os olhos não apontam na mesma direção
  - (H49.3-4) Oftalmoplegia - paralisia parcial ou total dos músculos oculares
  - (H49.4) Oftalmoplegia externa progressiva - fraqueza dos músculos externos dos olhos
  - (H50.0, H50.3) Esotropia - a tendência de os olhos ficarem vesgos
  - (H50.1, H50.3) Exotropia - a tendência de os olhos desviarem o olhar para fora
- H52  Transtornos da refração e da acomodação
  - (H52.0) Hipermetropia - incapacidade de focalizar objetos próximos (e, em casos extremos, qualquer objeto)
  - (H52.1) Miopia - objetos distantes ficam embaçados
  - (H52.2) Astigmatismo - a córnea ou o cristalino do olho não é perfeitamente esférico, resultando em diferentes pontos focais em diferentes planos.
  - (H52.3) Anisometropia - as lentes dos dois olhos têm distâncias focais diferentes.
  - (H52.4) Presbiopia - condição que ocorre com o aumento da idade e resulta na incapacidade de focalizar objetos próximos
  - (H52.5) Distúrbios da acomodação
    - Oftalmoplegia interna[10]

## H53-H54.9 Transtornos visuais e cegueira
- (H53.0) Ambliopia (olho preguiçoso) - visão ruim ou embaçada devido à ausência de transmissão ou à transmissão deficiente da imagem visual para o cérebro
- (H53.0) Amaurose Congênita de Leber - distúrbio genético; aparece no nascimento, caracterizado por respostas pupilares lentas ou inexistentes
- (H53.1, H53.4) Escotoma (ponto cego) - uma área de comprometimento da visão circundada por um campo de visão relativamente bem preservado. Consulte também Anopsia.
- (H53.5) Daltonismo - incapacidade de perceber diferenças entre algumas ou todas as cores que outras pessoas conseguem distinguir
  - (H53.5) Acromatopsia - baixa contagem de cones ou falta de função nas células cone
- (H53.6) Nictalopia (cegueira noturna) - condição que torna difícil ou impossível enxergar no escuro
- (H54) Cegueira - o cérebro não recebe informações ópticas, por várias causas
  - (H54/B73) Cegueira dos rios - cegueira causada por infecção prolongada por um verme parasita (rara nas sociedades ocidentais) (H54.9) Microftalmia/coloboma - uma desconexão entre o nervo óptico e o cérebro e/ou a medula espinhal[11]

## H55-H59 Outros transtornos do olho e anexos
- (H57.9) Olho vermelho - a conjuntiva aparece vermelha, geralmente devido a doença ou lesão
- (H58.0) Pupila de Argyll Robertson - pupilas pequenas, desiguais e de formato irregular[12]

## Outros códigos
As seguintes doenças não são classificadas como doenças do olho e anexos (H00-H59) pela Organização Mundial da Saúde:
- (B36.1) Queratomicose - infecção fúngica da córnea
- (E50.6-E50.7) Xeroftalmia - olhos secos, causados por deficiência de vitamina A
- (Q13.1) Aniridia - uma condição ocular congênita rara que leva ao subdesenvolvimento ou até mesmo à ausência da íris do olho